# Skoki do wody na Letnich Igrzyskach Olimpijskich 1920 – skoki standardowe z wieży kobiet
Skoki standardowe z wieży kobiet były jedną z konkurencji w skokach do wody na Letnich Igrzyskach Olimpijskich 1920. Zawody odbyły się 24 sierpnia. W zawodach uczestniczyło 15 zawodniczek z 6 państw.

## Wyniki

### Runda 1
Trzy zawodniczki z najmniejszą liczbą punktów z każdej grupy awansowały do finału.
Grupa 1
| Miejsce | Zawodniczka        | Punkty | Wynik |
| ------- | ------------------ | ------ | ----- |
| 1       | Beatrice Armstrong | 7      | 158,0 |
| 2       | Betty Grimes       | 13     | 156,0 |
| 3       | Stefanie Clausen   | 15     | 153,0 |
| 4       | Ragnhild Larsen    | 16     | 152,0 |
| 5       | Karin Leiditz      | 20     | 147,0 |
| 6       | Selma Andersson    | 25     | 143,0 |
| 7       | Alice Lord         | 35     | 118,5 |

Grupa 2
| Miejsce | Zawodniczka      | Punkty | Wynik |
| ------- | ---------------- | ------ | ----- |
| 1       | Ewa Olliwier     | 6      | 152,0 |
| 2       | Aileen Riggin    | 15     | 155,5 |
| 3       | Isabelle White   | 20     | 148,5 |
| 4       | Lily Beaurepaire | 19     | 147,5 |
| 5       | Helen Meany      | 23     | 145,0 |
| 6       | Brynhild Berge   | 29     | 140,5 |
| 7       | Märta Adlerz     | 29     | 136,5 |
| 8       | Louise Petersen  | 34     | 130,0 |

### Finał
| Miejsce | Zawodniczka        | Punkty | Wynik |
| ------- | ------------------ | ------ | ----- |
| 1       | Stefanie Clausen   | 6      | 173,0 |
| 2       | Beatrice Armstrong | 10     | 166,0 |
| 3       | Ewa Olliwier       | 11     | 166,0 |
| 4       | Isabelle White     | 18     | 158,5 |
| 5       | Aileen Riggin      | 20     | 157,0 |
| 6       | Betty Grimes       | 30     | 133,5 |